# Dejan Kulusevski
Dejan Kulusevski (in macedone Дејан Кулушевски?, Dejan Kuluševski; Stoccolma, 25 aprile 2000) è un calciatore svedese con cittadinanza macedone, centrocampista del Tottenham e della nazionale svedese.

## Biografia
Cresciuto nel quartiere stoccolmese di Vällingby, suo padre Stefan, svedese di origini jugoslave, conobbe Katica, futura madre di Dejan, durante una vacanza in Macedonia del Nord. In seguito la coppia si stabilì in Svezia.

## Caratteristiche tecniche
Mancino, nasce come difensore per poi essere impostato ancora in giovane età come centrocampista offensivo, ruolo in cui si trova a suo agio soprattutto quando schierato come esterno destro in un tridente d'attacco. È in possesso di una buona accelerazione che sfrutta appieno in campo aperto; bravo nel verticalizzare il gioco e nel fornire assist, può essere impiegato in fase d'interdizione come mezzala o avanzato a trequartista incursore, mentre all'occorrenza può agire anche da punta in un attacco a due.

## Carriera

### Club

#### Gli esordi
Cresce nel settore giovanile del Brommapojkarna, dove entra all'età di 6 anni.
Nel luglio 2016 viene acquistato dall'Atalanta che lo aggrega al proprio vivaio. A Bergamo, con la formazione Under-17 raggiunge nel 2017 la finale del campionato nazionale, e poi con la formazione Primavera conquista nel 2019 lo Scudetto di categoria. Nello stesso anno, il precedente 20 gennaio aveva fatto il suo esordio in prima squadra, a 18 anni, disputando l'incontro di Serie A vinto 5-0 sul campo del Frosinone; al termine della stagione 2018-2019 ottiene 3 presenze in campionato con l'allenatore Gian Piero Gasperini.

#### Parma
Il 18 luglio 2019 viene ceduto in prestito al Parma dove, nonostante Kulusevski vada ad affrontare la sua prima, vera stagione da professionista, s'impone immediatamente titolare con il tecnico Roberto D'Aversa il quale, intuendone presto le qualità, ne fa il fulcro della manovra offensiva ducale. Segna il suo primo gol in Serie A il successivo 30 settembre in Parma-Torino (3-2).
Dopo essersi segnalato tra le rivelazioni della prima parte di campionato oltreché della sua generazione, il 2 gennaio 2020 la Juventus ne acquista il cartellino dall'Atalanta per 35 milioni di euro (più bonus); contestualmente i bianconeri lo lasciano in prestito al Parma fino al termine della stagione. Conclude la sua unica annata in Emilia a quota 10 gol, confermandosi su alti livelli e venendo premiato come miglior giovane del campionato.

#### Juventus

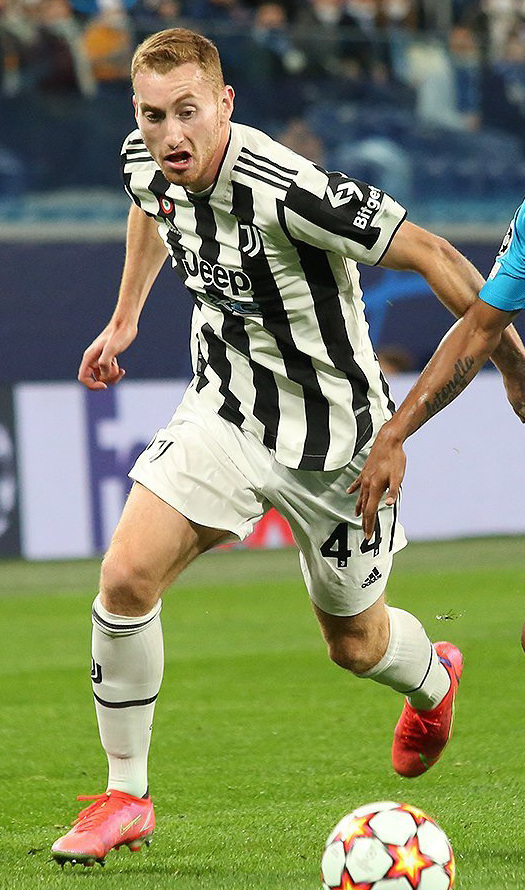
Kulusevski alla Juventus nel 2021

L'estate seguente approda in pianta stabile alla Juventus. Debutta in maglia bianconera il 20 settembre 2020, nella sfida casalinga di Serie A contro la Sampdoria, gara in cui trova anche la sua prima rete per i torinesi, sbloccando il risultato nel 3-0 finale; un mese dopo fa il suo esordio in UEFA Champions League, nel successo 2-0 sul campo della Dinamo Kiev. Il 20 gennaio 2021 vince il suo primo trofeo da professionista, giocando da titolare la finale di Supercoppa italiana che vede i bianconeri prevalere 2-0 sul Napoli. Dopo un buon inizio di stagione, nel prosieguo il suo rendimento va calando; ciononostante il 19 maggio è protagonista nella vittoriosa finale di Coppa Italia contro l'Atalanta, sua ex squadra, aprendo le marcature nel 2-1 che vale il trofeo ai bianconeri.
In avvio della stagione seguente, il 20 ottobre 2021 segna la sua prima rete in UEFA Champions League, realizzando il decisivo 1-0 nella vittoriosa trasferta contro lo Zenit San Pietroburgo. Tuttavia la sua seconda stagione a Torino risulta complicata, non riuscendo a esprimersi al meglio ogni qual volta viene chiamato in causa.

#### Tottenham

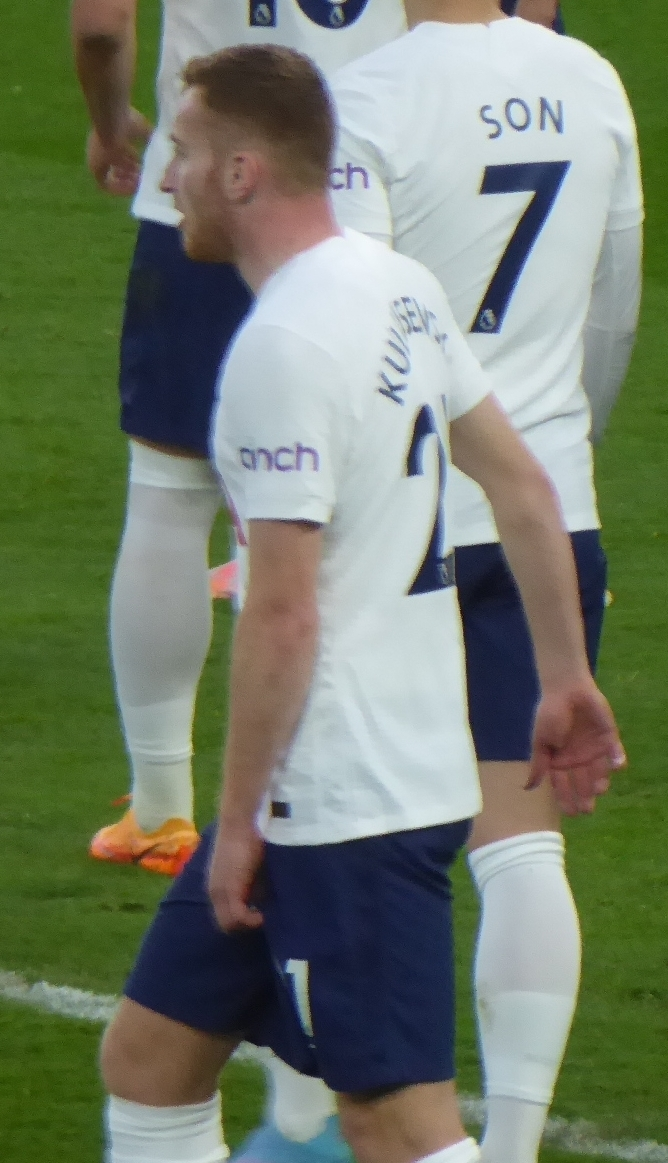
Kulusevski al Tottenham nel 2022

Il 31 gennaio 2022, Kulusevski viene ceduto in prestito oneroso con obbligo di riscatto al Tottenham. Debutta con gli Spurs il successivo 5 febbraio, in occasione della vittoria in FA Cup per 3-1 contro il Brighton, subentrando al 68' a Lucas Moura; quattro giorni dopo fa il suo esordio in Premier League, in occasione della sconfitta per 2-3 contro il Southampton. Mette a segno la prima rete con la nuova maglia il 19 dello stesso mese, aprendo le marcature nella vittoria esterna per 2-3 contro il Manchester City.
Nonostante una seconda stagione sottotono al Tottenham, il 17 giugno 2023 il cartellino di Kulusevski viene riscattato dal club inglese per 30 milioni di euro.

### Nazionale

#### Nazionali giovanili
Compie tutta la trafila delle nazionali giovanili svedesi, dall'Under-15 all'Under-21, salvo una piccola parentesi con la Macedonia Under-16 date le sue origini. Il 22 marzo 2019 esordisce nell'Under-21 svedese, in un'amichevole giocata contro la Russia; il 12 ottobre dello stesso anno realizza una doppietta nella vittoria interna contro i pari età dell'Islanda, nell'ambito delle qualificazioni al campionato d'Europa Under-21 2021.

#### Nazionale maggiore
Il 6 novembre 2019 seguente riceve la prima chiamata in nazionale maggiore, con cui debutta il 18 dello stesso mese nella sfida contro le Fær Øer, valevole per le qualificazioni al campionato d'Europa 2020. Il 14 novembre 2020 realizza la sua prima rete con i Blågult, aprendo le marcature nel successo 2-1 contro la Croazia in UEFA Nations League.
Successivamente viene convocato per la fase finale dell'europeo, posticipata al 2021 per via della pandemia di coronavirus; proprio Kulusevski contrae il coronavirus poco prima dell'inizio della manifestazione, ma viene ugualmente confermato nella lista dei 26 finali. Dopo essere tornato a disposizione, fa il suo esordio nella competizione il 23 giugno 2021, subentrando al 55' della partita vinta per 3-2 contro la Polonia ai gironi. Sei giorni dopo parte da titolare agli ottavi contro l'Ucraina; tuttavia gli scandinavi escono ai supplementari subendo gol nel finale di gara.
Il 5 settembre 2024 indossa per la prima volta la fascia di capitano dei Blågult, nella vittoriosa trasferta contro l'Azerbaigian (1-3) valevole per la UEFA Nations League.

## Statistiche

### Presenze e reti nei club
Statistiche aggiornate al 26 maggio 2025.
| Stagione         | Squadra          | Campionato       | Campionato | Campionato | Coppe nazionali | Coppe nazionali | Coppe nazionali | Coppe continentali | Coppe continentali | Coppe continentali | Altre coppe | Altre coppe | Altre coppe | Totale | Totale | Totale |
| Stagione         | Squadra          | Comp             | Pres       | Reti       | Comp            | Pres            | Reti            | Comp               | Pres               | Reti               | Comp        | Pres        | Reti        | Pres   | Reti   |        |
| ---------------- | ---------------- | ---------------- | ---------- | ---------- | --------------- | --------------- | --------------- | ------------------ | ------------------ | ------------------ | ----------- | ----------- | ----------- | ------ | ------ | ------ |
| 2018-2019        | Atalanta         | A                | 3          | 0          | CI              | 0               | 0               | UEL                | -                  | -                  | -           | -           | -           | 3      | 0      |        |
| 2019-2020        | Parma            | A                | 36         | 10         | CI              | 3               | 0               | -                  | -                  | -                  | -           | -           | -           | 39     | 10     |        |
| 2020-2021        | Juventus         | A                | 35         | 4          | CI              | 5               | 3               | UCL                | 6                  | 0                  | SI          | 1           | 0           | 47     | 7      |        |
| 2021-gen. 2022   | Juventus         | A                | 20         | 1          | CI              | 1               | 0               | UCL                | 5                  | 1                  | SI          | 1           | 0           | 27     | 2      |        |
| Totale Juventus  | Totale Juventus  | Totale Juventus  | 55         | 5          |                 | 6               | 3               |                    | 11                 | 1                  |             | 2           | 0           | 74     | 9      |        |
| gen.-giu. 2022   | Tottenham        | PL               | 18         | 5          | FACup+CdL       | 2+0             | 0               | UECL               | -                  | -                  | -           | -           | -           | 20     | 5      |        |
| 2022-2023        | Tottenham        | PL               | 30         | 2          | FACup+CdL       | 2+1             | 0               | UCL                | 4                  | 0                  | -           | -           | -           | 37     | 2      |        |
| 2023-2024        | Tottenham        | PL               | 36         | 8          | FACup+CdL       | 2+1             | 0               | -                  | -                  | -                  | -           | -           | -           | 39     | 8      |        |
| 2024-2025        | Tottenham        | PL               | 32         | 7          | FACup+CdL       | 2+5             | 1+1             | UEL                | 11                 | 1                  | -           | -           | -           | 50     | 10     |        |
| Totale Tottenham | Totale Tottenham | Totale Tottenham | 116        | 22         |                 | 15              | 2               |                    | 15                 | 1                  |             | -           | -           | 146    | 25     |        |
| Totale carriera  | Totale carriera  | Totale carriera  | 210        | 37         |                 | 24              | 5               |                    | 26                 | 2                  |             | 2           | 0           | 262    | 44     |        |

### Cronologia presenze e reti in nazionale
| Cronologia completa delle presenze e delle reti in nazionale ― Svezia | Cronologia completa delle presenze e delle reti in nazionale ― Svezia | Cronologia completa delle presenze e delle reti in nazionale ― Svezia | Cronologia completa delle presenze e delle reti in nazionale ― Svezia | Cronologia completa delle presenze e delle reti in nazionale ― Svezia | Cronologia completa delle presenze e delle reti in nazionale ― Svezia | Cronologia completa delle presenze e delle reti in nazionale ― Svezia | Cronologia completa delle presenze e delle reti in nazionale ― Svezia |
| Data                                                                  | Città                                                                 | In casa                                                               | Risultato                                                             | Ospiti                                                                | Competizione                                                          | Reti                                                                  | Note                                                                  |
| --------------------------------------------------------------------- | --------------------------------------------------------------------- | --------------------------------------------------------------------- | --------------------------------------------------------------------- | --------------------------------------------------------------------- | --------------------------------------------------------------------- | --------------------------------------------------------------------- | --------------------------------------------------------------------- |
| 18-11-2019                                                            | Solna                                                                 | Svezia                                                                | 3 – 0                                                                 | Fær Øer                                                               | Qual. Euro 2020                                                       | -                                                                     | 65’                                                                   |
| 5-9-2020                                                              | Solna                                                                 | Svezia                                                                | 0 – 1                                                                 | Francia                                                               | UEFA Nations League 2020-2021 - 1º turno                              | -                                                                     | 70’                                                                   |
| 8-9-2020                                                              | Solna                                                                 | Svezia                                                                | 0 – 2                                                                 | Portogallo                                                            | UEFA Nations League 2020-2021 - 1º turno                              | -                                                                     | 90’                                                                   |
| 11-10-2020                                                            | Zagabria                                                              | Croazia                                                               | 2 – 1                                                                 | Svezia                                                                | UEFA Nations League 2020-2021 - 1º turno                              | -                                                                     |                                                                       |
| 14-10-2020                                                            | Lisbona                                                               | Portogallo                                                            | 3 – 0                                                                 | Svezia                                                                | UEFA Nations League 2020-2021 - 1º turno                              | -                                                                     | 88’                                                                   |
| 11-11-2020                                                            | Brøndby                                                               | Danimarca                                                             | 2 – 0                                                                 | Svezia                                                                | Amichevole                                                            | -                                                                     | 75’ 79’                                                               |
| 14-11-2020                                                            | Solna                                                                 | Svezia                                                                | 2 – 1                                                                 | Croazia                                                               | UEFA Nations League 2020-2021 - 1º turno                              | 1                                                                     | 74’                                                                   |
| 17-11-2020                                                            | Saint-Denis                                                           | Francia                                                               | 4 – 2                                                                 | Svezia                                                                | UEFA Nations League 2020-2021 - 1º turno                              | -                                                                     |                                                                       |
| 25-3-2021                                                             | Solna                                                                 | Svezia                                                                | 1 – 0                                                                 | Georgia                                                               | Qual. Mondiali 2022                                                   | -                                                                     |                                                                       |
| 28-3-2021                                                             | Pristina                                                              | Kosovo                                                                | 0 – 3                                                                 | Svezia                                                                | Qual. Mondiali 2022                                                   | -                                                                     | 83’                                                                   |
| 31-3-2021                                                             | Solna                                                                 | Svezia                                                                | 1 – 0                                                                 | Estonia                                                               | Amichevole                                                            | -                                                                     | 63’                                                                   |
| 29-5-2021                                                             | Solna                                                                 | Svezia                                                                | 2 – 0                                                                 | Finlandia                                                             | Amichevole                                                            | -                                                                     | 77’                                                                   |
| 5-6-2021                                                              | Solna                                                                 | Svezia                                                                | 3 – 1                                                                 | Armenia                                                               | Amichevole                                                            | -                                                                     | 70’                                                                   |
| 23-6-2021                                                             | San Pietroburgo                                                       | Svezia                                                                | 3 – 2                                                                 | Polonia                                                               | Euro 2020 - 1º turno                                                  | -                                                                     | 55’                                                                   |
| 29-6-2021                                                             | Glasgow                                                               | Svezia                                                                | 1 – 2 dts                                                             | Ucraina                                                               | Euro 2020 - Ottavi di finale                                          | -                                                                     | 69’ 97’                                                               |
| 2-9-2021                                                              | Solna                                                                 | Svezia                                                                | 2 – 1                                                                 | Spagna                                                                | Qual. Mondiali 2022                                                   | -                                                                     | 34’ 84’                                                               |
| 8-9-2021                                                              | Atene                                                                 | Grecia                                                                | 2 – 1                                                                 | Svezia                                                                | Qual. Mondiali 2022                                                   | -                                                                     | 88’                                                                   |
| 9-10-2021                                                             | Solna                                                                 | Svezia                                                                | 3 – 0                                                                 | Kosovo                                                                | Qual. Mondiali 2022                                                   | -                                                                     | 52’ 90+1’                                                             |
| 11-11-2021                                                            | Batumi                                                                | Georgia                                                               | 2 – 0                                                                 | Svezia                                                                | Qual. Mondiali 2022                                                   | -                                                                     | 74’                                                                   |
| 14-11-2021                                                            | Siviglia                                                              | Spagna                                                                | 1 – 0                                                                 | Svezia                                                                | Qual. Mondiali 2022                                                   | -                                                                     | 63’                                                                   |
| 24-3-2022                                                             | Solna                                                                 | Svezia                                                                | 1 – 0 dts                                                             | Rep. Ceca                                                             | Qual. Mondiali 2022                                                   | -                                                                     |                                                                       |
| 29-3-2022                                                             | Chorzów                                                               | Polonia                                                               | 2 – 0                                                                 | Svezia                                                                | Qual. Mondiali 2022                                                   | -                                                                     | 90+1’                                                                 |
| 2-6-2022                                                              | Lubiana                                                               | Slovenia                                                              | 0 – 2                                                                 | Svezia                                                                | UEFA Nations League 2022-2023 - 1º turno                              | 1                                                                     | 85’                                                                   |
| 5-6-2022                                                              | Solna                                                                 | Svezia                                                                | 1 – 2                                                                 | Norvegia                                                              | UEFA Nations League 2022-2023 - 1º turno                              | -                                                                     |                                                                       |
| 12-6-2022                                                             | Oslo                                                                  | Norvegia                                                              | 3 – 2                                                                 | Svezia                                                                | UEFA Nations League 2022-2023 - 1º turno                              | -                                                                     | 8’                                                                    |
| 24-9-2022                                                             | Belgrado                                                              | Serbia                                                                | 4 – 1                                                                 | Svezia                                                                | UEFA Nations League 2022-2023 - 1º turno                              | -                                                                     | 64’                                                                   |
| 27-9-2022                                                             | Solna                                                                 | Svezia                                                                | 1 – 1                                                                 | Slovenia                                                              | UEFA Nations League 2022-2023 - 1º turno                              | -                                                                     | 13’                                                                   |
| 24-3-2023                                                             | Solna                                                                 | Svezia                                                                | 0 – 3                                                                 | Belgio                                                                | Qual. Euro 2024                                                       | -                                                                     | 90+4’                                                                 |
| 27-3-2023                                                             | Solna                                                                 | Svezia                                                                | 5 – 0                                                                 | Azerbaigian                                                           | Qual. Euro 2024                                                       | -                                                                     | 82’                                                                   |
| 20-6-2023                                                             | Vienna                                                                | Austria                                                               | 2 – 0                                                                 | Svezia                                                                | Qual. Euro 2024                                                       | -                                                                     | 87’                                                                   |
| 9-9-2023                                                              | Tallinn                                                               | Estonia                                                               | 0 – 5                                                                 | Svezia                                                                | Qual. Euro 2024                                                       | 1                                                                     |                                                                       |
| 12-9-2023                                                             | Solna                                                                 | Svezia                                                                | 1 – 3                                                                 | Austria                                                               | Qual. Euro 2024                                                       | -                                                                     |                                                                       |
| 16-10-2023                                                            | Bruxelles                                                             | Belgio                                                                | 1 – 1                                                                 | Svezia                                                                | Qual. Euro 2024                                                       | -                                                                     |                                                                       |
| 16-11-2023                                                            | Baku                                                                  | Azerbaigian                                                           | 3 – 0                                                                 | Svezia                                                                | Qual. Euro 2024                                                       | -                                                                     | 46’                                                                   |
| 19-11-2023                                                            | Solna                                                                 | Svezia                                                                | 2 – 0                                                                 | Estonia                                                               | Qual. Euro 2024                                                       | -                                                                     |                                                                       |
| 21-3-2024                                                             | Guimarães                                                             | Portogallo                                                            | 5 – 2                                                                 | Svezia                                                                | Amichevole                                                            | -                                                                     |                                                                       |
| 25-3-2024                                                             | Solna                                                                 | Svezia                                                                | 1 – 0                                                                 | Albania                                                               | Amichevole                                                            | -                                                                     | 51’                                                                   |
| 5-6-2024                                                              | Copenaghen                                                            | Danimarca                                                             | 2 – 1                                                                 | Svezia                                                                | Amichevole                                                            | -                                                                     |                                                                       |
| 8-6-2024                                                              | Solna                                                                 | Svezia                                                                | 0 – 3                                                                 | Serbia                                                                | Amichevole                                                            | -                                                                     |                                                                       |
| 5-9-2024                                                              | Baku                                                                  | Azerbaigian                                                           | 1 – 3                                                                 | Svezia                                                                | UEFA Nations League 2024-2025 - 1º turno                              | -                                                                     | cap.                                                                  |
| 8-9-2024                                                              | Solna                                                                 | Svezia                                                                | 3 – 0                                                                 | Estonia                                                               | UEFA Nations League 2024-2025 - 1º turno                              | -                                                                     | cap.                                                                  |
| 11-10-2024                                                            | Bratislava                                                            | Slovacchia                                                            | 2 – 2                                                                 | Svezia                                                                | UEFA Nations League 2024-2025 - 1º turno                              | -                                                                     | cap.                                                                  |
| 14-10-2024                                                            | Tallinn                                                               | Estonia                                                               | 0 – 3                                                                 | Svezia                                                                | UEFA Nations League 2024-2025 - 1º turno                              | -                                                                     | cap.                                                                  |
| 15-11-2024                                                            | Solna                                                                 | Svezia                                                                | 2 – 1                                                                 | Slovacchia                                                            | UEFA Nations League 2024-2025 - 1º turno                              | -                                                                     |                                                                       |
| 19-11-2024                                                            | Solna                                                                 | Svezia                                                                | 6 – 0                                                                 | Azerbaigian                                                           | UEFA Nations League 2024-2025 - 1º turno                              | 2                                                                     | cap.                                                                  |
| Totale                                                                |                                                                       | Presenze                                                              | 45                                                                    |                                                                       | Reti                                                                  | 5                                                                     |                                                                       |

| Cronologia completa delle presenze e delle reti in nazionale ― Svezia under 21 | Cronologia completa delle presenze e delle reti in nazionale ― Svezia under 21 | Cronologia completa delle presenze e delle reti in nazionale ― Svezia under 21 | Cronologia completa delle presenze e delle reti in nazionale ― Svezia under 21 | Cronologia completa delle presenze e delle reti in nazionale ― Svezia under 21 | Cronologia completa delle presenze e delle reti in nazionale ― Svezia under 21 | Cronologia completa delle presenze e delle reti in nazionale ― Svezia under 21 | Cronologia completa delle presenze e delle reti in nazionale ― Svezia under 21 |
| Data                                                                           | Città                                                                          | In casa                                                                        | Risultato                                                                      | Ospiti                                                                         | Competizione                                                                   | Reti                                                                           | Note                                                                           |
| ------------------------------------------------------------------------------ | ------------------------------------------------------------------------------ | ------------------------------------------------------------------------------ | ------------------------------------------------------------------------------ | ------------------------------------------------------------------------------ | ------------------------------------------------------------------------------ | ------------------------------------------------------------------------------ | ------------------------------------------------------------------------------ |
| 22-3-2019                                                                      | Marbella                                                                       | Russia under 21                                                                | 2 – 0                                                                          | Svezia under 21                                                                | Amichevole                                                                     | -                                                                              | 76’                                                                            |
| 25-3-2019                                                                      | Marbella                                                                       | Svezia under 21                                                                | 2 – 1                                                                          | Scozia under 21                                                                | Amichevole                                                                     | -                                                                              | 76’                                                                            |
| 10-9-2019                                                                      | Kalmar                                                                         | Svezia under 21                                                                | 1 – 3                                                                          | Irlanda under 21                                                               | Qual. Europeo Under-21 2021                                                    | -                                                                              |                                                                                |
| 12-10-2019                                                                     | Helsingborg                                                                    | Svezia under 21                                                                | 5 – 0                                                                          | Islanda under 21                                                               | Qual. Europeo Under-21 2021                                                    | 2                                                                              | 78’                                                                            |
| 15-10-2019                                                                     | Differdange                                                                    | Lussemburgo under 21                                                           | 0 – 3                                                                          | Svezia under 21                                                                | Qual. Europeo Under-21 2021                                                    | 1                                                                              | 67’                                                                            |
| Totale                                                                         |                                                                                | Presenze                                                                       | 5                                                                              |                                                                                | Reti                                                                           | 3                                                                              |                                                                                |

## Palmarès

### Club

#### Competizioni giovanili
- Campionato Primavera: 1

Atalanta: 2018-2019

#### Competizioni nazionali
- Supercoppa italiana: 1

Juventus: 2020
- Coppa Italia: 1

Juventus: 2020-2021

#### Competizioni internazionali
- UEFA Europa League: 1

Tottenham: 2024-2025

### Individuale
- Premi Lega Serie A: 1

Miglior Under 23: 2019-2020
- Guldbollen: 2

2022, 2023